# Kerim Kerimov
Kerim Kerimov, ázerbájdžánsky Kərim Əli oğlu Kərimov (14. listopadu 1917 Baku – 29. března 2003 Moskva) byl ázerbájdžánský raketový konstruktér, který sehrával klíčovou roli v sovětském vesmírném programu, byť jeho jméno bylo veřejnosti dlouho neznámé.
Během druhé světové války a po ní Kerimov pracoval na vývoji vojenských raket (mj. i slavných kaťuší). Od roku 1959 byl vedoucím oddělení, které dohlíželo na tajné testovací starty raket. Po zahájení vesmírného programu byl převeden pod Sergeje Koroljova. Jejich tým vyslal do vesmíru první umělou družici Sputnik (1957) i prvního člověka (1961). V roce 1966 byl Kerimov postaven do čela státní komise pilotovaných letů (nahradil Koroljova, který zemřel). Mj. připravovala přistání na Měsíci. Projekt provázely problémy, v roce 1967 a 1971 došlo ke smrtelným nehodám, ale Kerimov udržel svou pozici vedoucího státní komise do svého odchodu do důchodu v roce 1990.
Jeho jméno bylo poprvé zmíněno na veřejnosti (v deníku Pravda) až v roce 1987. Roku 1995 vydal knihu, v níž popsal historii sovětského vesmírného programu.